# Acanthophysium tsugae
Acanthophysium tsugae är en svampart som först beskrevs av Yasuda, och fick sitt nu gällande namn av Erast Parmasto 1965. Acanthophysium tsugae ingår i släktet Acanthophysium och familjen Stereaceae.   Inga underarter finns listade i Catalogue of Life.